# Castello di Bruzolo
Il castello di Bruzolo è fra i più interessanti castelli della val di Susa. Ospitò a più riprese i Savoia e il Cardinale di Richelieu e fu sede nel 1610 della firma del Trattato di Bruzolo, un'importante alleanza matrimoniale e militare tra Regno di Francia e Ducato di Savoia.
Nel suo nucleo più antico risale almeno al feudo dei Bertrandi, istituito da Tommaso I di Savoia nel 1227. Ancora circondato in parte da prati e vigneti, è situato a metà del pendio alluvionale del paese.
Nel 2015 l'edificio principale, appartenuto in ultimo alla famiglia Marconcini, è stato acquisito dallo Stato per il suo interesse storico-artistico e affidato alla Soprintendenza Archeologia, Belle Arti e Paesaggio di Torino.

## Struttura architettonica

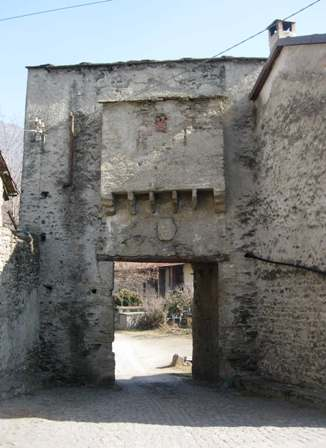
La “Porta Granda”, accesso della cinta esterna, che racchiude la “Cort Granda” e il castello centrale

Abitato ancora oggi, se uno sguardo superficiale può essere ingannato dal parziale interramento dovuto alle alluvioni, in realtà la sua struttura è piuttosto ampia. Venne definito nell'800 considerevole per vastità e per una particolare foggia di costruzione. Non essendo costruito su un punto elevato, nel Medioevo adottò appositi accorgimenti difensivi come un vallo una doppia cinta muraria: quella esterna racchiude il cortile dell'antico ricetto. Quella interna, ancora visibile dalla corte, ricomprende la struttura principale (il maniero vero e proprio).

### Il castello centrale
Nella parte nord-ovest del ricetto, l'edificio principale si sviluppa a ferro di cavallo intorno a un cortile quadrato di circa 400 m2 detto Cort Nobla, cui si accede tramite la Porta Nobla, portale barocco in marmo di Chianocco o Foresto di Susa (XVIII secolo), che ha forse sostituito un ingresso antico a levante. Le due ali Ovest (che ingloba il mastio) e Nord, constano di tre piani fuori terra, risalenti nei muri perimetrali al medioevo (XIII secolo), con ammezzati lignei a travi e travetti identici a quella della Salle Basse del castello di Issogne (e lì datata al finire del '400).
Delle quattro torri cilindriche angolari del corpo principale, forse un rafforzamento quattrocentesco, ne rimangono due superstiti a ponente; le due a levante vennero abbattute nel '700 e di quella a Nord rimangono tracce evidenti negli intonaci.
Testimonianze di primo '900 attestavano l'esistenza di ulteriori spazi ipogei sottostanti i sotterranei (infernotti?), oggi non più visibili essendo stato colmato l'accesso.

### La cinta esterna e il ricetto

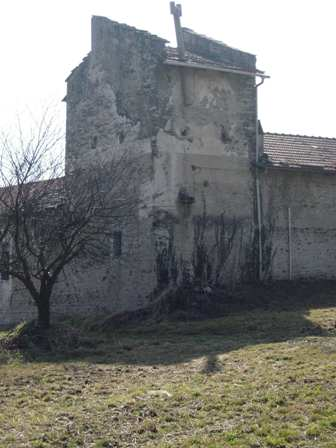
Colombaia sullo spigolo Nord-Est

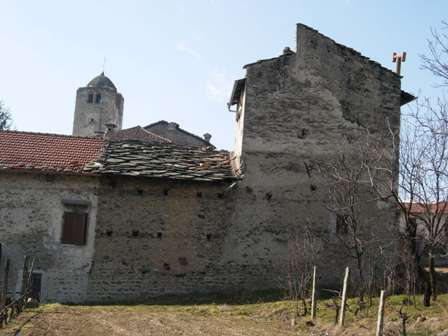
Colombaia vista da est

La medioevale Porta Granda, con caditoia, dà accesso alla piazza del ricetto, la Cort Granda, racchiuso da una cinta fortificata del (XIII-XIV secolo) con torrette angolari sugli spigoli a meridione e una colombaia a Nord-Est. Fino agli anni '60 la porta era sormontata da un campaniletto; la soglia è oggi a un livello più basso del piano stradale esterno a causa di forti depositi alluvionali che hanno innalzato il piano di campagna circostante.
La basse-cour, ampia circa 3.000 m2, racchiudeva un vallo intorno al castello centrale, ad ulteriore fortificazione; forse colmato nel 1700, ne permane una parte sull'angolo Sud-Ovest.

### La Cappella del Castello
Una cappella settecentesca (mancano attestazioni medievali) è posta di fronte alla Porta Granda, in un giardino chiuso da antiche mura e circondato dai Toppioni. Dedicata al culto di San Michele Arcangelo, sino al 2013 è stata officiata in occasione della festa patronale il 29 settembre, quando si teneva anche un tradizionale falò.

### I caratteristiciToppioni
(Agostino dalla Chiesa, Relazione dello stato presente del Piemonte, 1635)
Nelle vie circostanti sono ancora visibili i resti dei grandi toppioni, pilastri alti circa 4-5 metri di sostegno ai pergolati per coltivare la vite al di sopra della strada, un elemento peculiare e a suo modo monumentale ed identitario del paesaggio agricolo locale. Oltre che intorno alla cappella e allo sbocco di Via Marconcini di fronte alla Porta del Castello, particolarmente suggestivo, una lunga fila di sostegni (alcune centinaia di metri) ancora oggi si conserva nella campagna a Est lungo via del Toppione e uno singolo a Ovest in direzione di Prato Barale, presso l'intersezione tra le attuali vie Marconcini e Susa. Già attestati nel 1610 da una lettera del Duca di Savoia Carlo Emanuele I, i toppioni sono quasi identici per forma e uso a quelli di Settimo Vittone. Secondo Luca Patria, potrebbero essere un elemento mutuato dalla campagna intorno a Lione, dove i Grosso possedevano importanti proprietà.

### I dintorni
Parti di edifici medievali con pietrame "a spina di pesce" sono visibili nei muri sul lato sud della vicina Via dei Mille. È attestato un insediamento di antica data nella locale zona detta della Maffiodenza.

## Attestazioni storiche

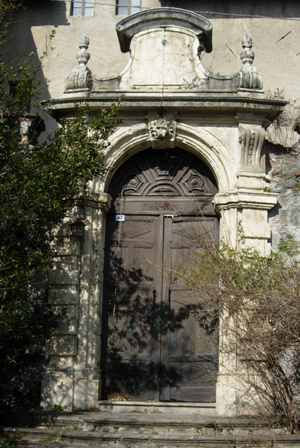
La “Porta Nobla” del complesso principale del castello di Bruzolo

La presenza di un feudo è attestata nel 1227, anno in cui il conte Tommaso I di Savoia lo concede a Bertrandino dei Bertrandi di Montmélian, presumibile iniziatore del primo nucleo castrale, forse intorno a un mastio che alcuni indizi costruttivi lascerebbero ipotizzare più antico.
Diverse famiglie si sono poi succedute nel feudo; ultima e di più lunga durata quella dei Conti Grosso di Bruzolo, i quali trasformarono l'austero fortilizio in maniero residenziale. Nel 1797 l'ultima discendente, Maria Faustina Nicola Dorotea, vendette l'intero complesso per 170.000 lire, con terra per 100 giornate piemontesi di estensione e altre proprietà, a Giuseppe Olivero.

## Il Trattato e i Grosso di Bruzolo
Forse proprio la funzione di residenza nobiliare dei conti Grosso, non lontano dal confine col Delfinato, nel 1610 favorì la scelta di questo maniero per ospitare le trattative del Trattato di Bruzolo, firmato fra gli emissari di Enrico IV di Francia, Claudio di Bullion e François de Bonne de Lesdiguières, e il Duca di Savoia Carlo Emanuele I.
Secondo le più recenti analisi storiche svolte da Luca Patria su fondi archivistici conservati da famiglie nobiliari torinesi e da archivi francesi, i Grosso, che avevano interessi economici tra Riva presso Chieri, la Valle di Susa e Lione, ebbero tra la fine del '500 e l'inizio del '600 un ruolo di canale diplomatico riservato tra la corte francese e quella sabauda, culminato con la firma del Trattato nella loro dimora valsusina. Il 29 settembre 2018 in occasione della festa patronale del Castello, il Comune, il Centro Ricerche Cultura Alpina e Segusium hanno organizzato un convegno dal titolo "Migranti di lusso. I Grosso di Riva di Chieri tra Lyon e Bruzolo" nel quale Luca Patria ha illustrato le ricerche in corso sulla famiglia, mettendone in luce il ruolo di primo piano tra '500 e '600 nella finanza a cavallo tra Alpi occidentali e area alpino-rodaniana.

## Un ospite di riguardo: Richelieu
Gli ammodernamenti dei Conti Grosso dovettero essere ritenuti adeguati ad ospitare alcuni giorni il Cardinale di Richelieu, quando nel 1629 egli soggiornò a lungo in Valle di Susa dopo la battaglia del Passo di Susa svoltasi a Gravere nel 1629. Il maniero ospità una seconda volta Richelieu in occasione delle trattative con Vittorio Amedeo I di Savoia nel 1630.

## Patrimonio del feudo
Del patrimonio del feudo insieme al castello facevano anche parte terre, boschi, pascoli, mulini e la Fucina di Bruzolo, risalente al XIII secolo e ancora conservata, oggi di proprietà comunale.

## Acquisto e restauri da parte dello Stato

### Acquisto
(E. Barraja, Bruzolo in val di Susa e il trattato del 1610 - Torino 1911)
Nel 1911 Edoardo Barraja chiudeva con questo auspicio il suo testo dedicato a Bruzolo, riferendosi anche all'inserimento del "Castello dei Grossi" nel primo "Elenco degli edifizi monumentali in Italia" pubblicato nel 1902 dal Ministero della Pubblica Istruzione, allora competente in materia.
In seguito alla scomparsa di Raffaella Marconcini, a gennaio 2015 il monumento è stato oggetto di rinuncia motivata di eredità da parte del FAI - Fondo Ambiente Italiano, il quale ha tuttavia dato disponibilità alla collaborazione con gli enti pubblici per una sua successiva valorizzazione.
Nell'autunno 2015 il maniero è stato acquisito al patrimonio dello Stato esercitando il diritto di prelazione per il suo interesse storico-artistico; infatti, dal Medioevo fu residenza di famiglie nobiliari con relazioni in Savoia (i Bertrandi di Bruzolo vescovi della Tarantasia, i Rivoire signori di feudi oltralpe, i Grosso attivi nei commerci nell'area del Rodano), poi luogo della firma del Trattato che prefigurava già nel 1610 la nuova strategia diplomatica di Casa Savoia (consolidamento nella penisola italiana e alleanza con la Francia), infine fu residenza del senatore Federico Marconcini, docente all'Università Cattolica dagli esordi, fra i fondatori del Partito Popolare e nel novero dei primi esponenti nel Consiglio d'Europa.
Il 25 novembre 2017 il Ministero dei Beni Culturali tracciando un bilancio delle 151 opere acquisite a livello nazionale dallo Stato nel 2016-2017 comunica l'acquisto in via di prelazione proposto dalla Soprintendenza Archeologia Belle Arti e Paesaggio di Torino per l'anno 2016 di tre quadri già appartenenti agli arredi del Castello. Si tratta de L'annunciazione attribuita a Guglielmo Caccia, il San Michele Arcangelo un tempo nella Cappella del Castello, attribuito a Stefano Maria Legnani e il Vittorio Amedeo I di Savoia di pittore piemontese ignoto. Significativo che per le opere acquisite venga identificata la futura collocazione museale, indicando per i tre quadri in oggetto BRUZOLO (TO)- Castello di Bruzolo.

### Restauri
Il 4 agosto 2016 l'edificio principale è stato inserito (insieme alla Basilica di Superga) tra i 75 beni italiani destinatari di fondi ministeriali per il restauro dal decreto "Cantieri della cultura" a valere sul quadriennio 2016-2019, per un importo di 2 milioni di euro.
Il 6 novembre 2017 è stata conclusa la procedura di gara per la progettazione con la pubblicazione del decreto di aggiudicazione al raggruppamento temporaneo formato da ICIS Srl - Isola Architetti Srl - Onleco Srl - Rinetti Barbara Srl - Arch. Marta Colombo.
In data 7 novembre 2017 è stato registrato il Decreto di programmazione del 29 Settembre 2017 che destina al maniero 2,5 milioni di euro di fondi ministeriali per l'annualità 2019, nell'ambito del programma "Grandi Progetti Beni Culturali". In data 19 febbraio 2018 il D.M. 106 ha previsto tra i diversi interventi il finanziamento di 300.000 euro annui per il 2018 e 2019 per restauro delle coperture e consolidamenti strutturali..
Il 13 settembre 2018 i giornali locali riportano la notizia data dal sindaco del paese dopo recenti incontri con la Soprintendenza di Torino, responsabile del bene, circa l'inizio dei lavori di restauro delle copertura nella primavera 2019, con destinazione d'uso ipotizzata per finalità culturali e ricettività.
Un primo intervento finanziato dalla Compagnia di San Paolo ha permesso il restauro degli apparati lapidei della Porta Nobla e del muro di cinta della Cort Nobla. Nell'estate 2022 è partito il 1º lotto di lavori dall'importo contrattuale di 1.759.289,81 euro, per il risanamento delle strutture portanti e delle coperture dell’edificio.